# Freistaat Island
Der Freistaat Island war die politische Einheit, die in Island zwischen der Gründung des Althing (isländisch: Alþingi) im Jahr 930 und dem Lehnseid gegenüber dem norwegischen König mit dem Bund zwischen Norwegen und Island im Jahr 1262 bestand. Mit der wahrscheinlichen Ausnahme von irischen Einsiedlermönchen, die als Papar bekannt waren, war Island bis etwa 874 eine unbewohnte Insel.
Der isländische Freistaat verfügte über ein einzigartiges politisches System, in dem Häuptlinge (goðar) ein gemeinsames Gesetzbuch aufstellten und Streitigkeiten auf dem Althing, einer nationalen Versammlung, schlichteten. Allerdings gab es in Island kein Exekutivorgan, das das Gesetz zentralisiert durchsetzte. Der isländische Freistaat wurde daher als staatenlose Gesellschaft bezeichnet. Erst im 13. Jahrhundert geriet Island unter die Kontrolle des Königreichs Norwegen.

## Politisches System
Der mittelalterliche isländische Staat hatte eine einzigartige Rechtsstruktur. Die ersten Siedler Islands waren bei der Schaffung ihrer eigenen Regierungsform stark von ihren norwegischen Wurzeln beeinflusst. Sie wollten die starke zentralisierte Autorität von Harald Haarschön vermeiden, vor der einige von ihnen geflohen waren, aber sie wollten auch die norwegische Tradition der Volksversammlung (Þing) übernehmen. Dies schuf das ungewöhnliche Regierungssystem.
Die mächtigsten Anführer in Island waren die Häuptlinge (sing. goði, pl. goðar). Das Amt des goði wurde goðorð genannt. Der goðorð war anfangs nicht durch strenge geografische Grenzen abgegrenzt. So konnte ein freier Mann wählen, ob er einen der goðar seines Bezirks unterstützen wollte. Unfreie, die einen erheblichen Teil der Bevölkerung bildeten, Frauen und Kinder nahmen am demokratischen Prozess nicht teil. Die Unterstützer der goðar wurden Þingmenn („Versammlungsleute“) genannt. Im Gegenzug für den Schutz seiner Interessen durch die goði leisteten die Þingmenn ihren goði bei Fehden oder Konflikten bewaffnete Unterstützung. Die Þingmenn waren auch verpflichtet, an regionalen und nationalen Versammlungen teilzunehmen.
Auf regionaler Ebene traten die goðar der dreizehn Bezirksversammlungen jedes Frühjahr zusammen, um lokale Streitigkeiten beizulegen. Die goðar fungierten auch als Leiter des Althing, der isländischen Nationalversammlung. Heute ist das Althing eine der ältesten parlamentarischen Institutionen, die noch existieren. Es begann mit der Regionalversammlung in Kjalarness, die von Þorsteinn Ingólfsson, dem Sohn des ersten Siedlers, gegründet wurde. Die Führer des Kjalarnessþing beauftragten einen Mann namens Úlfljótr, die Gesetze Norwegens zu studieren. Er verbrachte drei Jahre in Norwegen und kehrte mit den Grundlagen des Úlfljótr-Gesetzes zurück, das die Basis für die isländische Nationalversammlung bilden sollte. Abschnitte seines Gesetzeskodex sind im Landnámabók („Buch der Siedlungen“) erhalten. Die erste Versammlung des Althing fand um das Jahr 930 statt. Das Althing diente als öffentliche Versammlung, bei der sich jedes Jahr im Juni Menschen aus dem ganzen Land für zwei Wochen trafen. Im Mittelpunkt der Althing stand die Lögrétta, der gesetzgebende Rat der Versammlung, der für die Überprüfung und Änderung der Gesetze des Landes zuständig war. Die Lögrétta setzte sich aus den Häuptlingen und ihren Beratern zusammen. Sie ernannten auch alle drei Jahre einen Gesetzessprecher (lögsögumaður). Der Gesetzessprecher verkündete und erläuterte die Gesetze auf dem Lögberg („Gesetzesfelsen“). Die Nachkommen von Ingólfr Arnarson, dem ersten Siedler Islands, bekleideten das zeremonielle Amt des allsherjargoði und hatten die Aufgabe, das Althing jedes Jahr zu weihen.

## Recht
Island war in vier Verwaltungsregionen unterteilt, die landsfjórðungar genannt wurden. Jede dieser Regionen wurde von neun Häuptlingen regiert. Das Althing setzte sich aus den vier Viertelgerichten (fjórðungsdómur) zusammen. Dieses isländische Rechtsorgan bestand aus 36 Richtern, die jeweils von einem der Häuptlingen ernannt wurden. Diese Gerichte verhandelten einzelne Fälle und dienten als übergeordnete Justizbehörde gegenüber den regionalen Gerichten. Die Urteile der Viertelrichter mussten mit großer Mehrheit gefällt werden: Wenn nur sechs der Richter anderer Meinung waren, wurde der Fall abgewiesen. Im Jahr 1005 wurde dieses Problem durch die Schaffung eines Fünften Gerichts gelöst, eines Berufungsgerichts, das mit einfacher Mehrheit entschied. Sobald ein Gericht eine Partei für schuldig befunden hatte, war es jedoch nicht mehr befugt, eine Strafe zu vollstrecken. Die Vollstreckung des Urteils oblag stattdessen dem Geschädigten oder seiner Familie.
Zu den Strafen gehörten häufig finanzielle Entschädigungszahlungen oder die Ächtung. Einige hielten diese Strafen jedoch für unzureichend, und das Althing war nur mäßig erfolgreich bei der Beendigung von Fehden. Nach Magnus Magnusson waren die Gerichte „ein unzureichender Ersatz für die Blutrache“. Die schwersten Strafen waren Ächtung und drei Jahre Verbannung. Geächtete verloren alle Eigentumsrechte und konnten getötet werden, ohne dass die Mörder bestraft wurden. Verbannte, die Island nicht verließen, wurden ebenfalls vogelfrei.
Im Jahr 1117 wurde das Gesetzbuch des isländischen Gemeinwesens niedergeschrieben, das als Grágás bekannt wurde.

### Leben innerhalb des Systems
Das Wissen über das Regierungssystem im mittelalterlichen Island stammt hauptsächlich aus zwei Primärquellen: dem schriftlichen Gesetzbuch und dem Íslendingabók, dem Buch der Isländer von Ari dem Gelehrten. Die Auswirkungen des Gesetzgebungs- und Justizsystems auf die isländischen Siedler sind ein verbindendes Thema in vielen isländischen Sagen. Werke wie die Njáls saga und die Laxdæla saga enthalten viele Details, deren Korrektheit jedoch umstritten ist. Die Eyrbyggja saga schildert den Übergang vom Heidentum zum Christentum innerhalb der isländischen Siedlung unter der Leitung von Snorri Goði, oder „Snorri der Priester“. Die Betonung der Gerechtigkeit und der Überzeugung in das Regierungssystem spiegelt sich in der Saga wider: „Sie sagen, dass wir vor Gericht Rückschläge erleiden werden; wir müssen um Unterstützung von mächtigen Häuptlingen bitten: aber Arnkel wird einen beredten Fall vortragen, er wird Richter und Geschworene überzeugen – ich habe Vertrauen in die Gerechtigkeit.“
Im 11. und 12. Jahrhundert waren die Häuptlinge in hohem Maße von der Unterstützung der Bauern in ihrem Herrschaftsgebiet abhängig und verfügten daher nicht über fürstliche Befugnisse oder Untertanen in den von ihnen vertretenen Distrikten. Um 1190 nahm die Zahl der Häuptlingstümer ab und die Macht begann sich auf einzelne Häuptlinge zu konzentrieren, die größere Regionen des Landes kontrollierten. Um ca. 1220 war das Land ein loser Zusammenschluss von 10 bis 12 regionalen Machtstrukturen.
Dem Historiker Jón Viðar Sigurðsson zufolge „beruhte die Macht eines Häuptlings auf seinen persönlichen Eigenschaften, seinem Reichtum, seinen Freunden, Versammlern, Verwandten und Schwiegereltern. Die Klügsten, die Hilfsbereitesten, die Reichsten und die Großzügigsten wurden die Mächtigsten“. Der Historiker Árni Daniel Júliusson stellt weiter fest, dass die Nahrungsmittelproduktion der Bauernschaft die „Grundlage der politischen und militärischen Macht“ war.
Bauernaufstände, wie sie traditionell definiert werden, gab es in Island nie, obwohl Bauernunruhen relativ häufig vorkamen.
Sklaverei wurde in Island von der Besiedlung bis ins frühe 12. Jahrhundert praktiziert. Nach isländischem Recht konnten Personen, die sich des Diebstahls oder der Nichtbezahlung von Schulden schuldig gemacht hatten, versklavt werden. Sklaven durften heiraten und Kinder bekommen, was bedeutete, dass sich eine Klasse von Sklaven selbst erhalten konnte. Die Sklaverei ging wahrscheinlich in der zweiten Hälfte des 12. Jahrhunderts zurück und war im 15. Jahrhundert nur noch äußerst selten anzutreffen.

## Kriegsführung
Die Gefolgsleute der Häuptlinge schuldeten ihnen Militärdienst. Je nach sozialem Status und Ausrüstung wurden sie in Formationen oder Kompanien organisiert, die Expeditionsarmeen oder leiðangrs bildeten. Die isländische Militärtradition jener Zeit lehnte sich eng an die Entwicklungen in Norwegen an. Es sind keine organisierten Kavallerieformationen oder mit Projektilwaffen ausgerüstete Truppenteile überliefert; stattdessen bestand der Großteil der Streitkräfte aus Einheiten der leichten, mittleren und schweren Infanterie, mit Bogenschützen oder Schleuderern, die auf die Infanterieeinheiten verteilt waren und als Unterstützung fungierten. Bis zum Ende des Freistaats wurden in Island mindestens 21 Festungen und Burgen gebaut. Im Zeitalter der Sturlungen waren an einer Schlacht durchschnittlich weniger als 1000 Mann beteiligt, und die durchschnittliche Verlustquote lag bei nur 15 %. Diese relativ niedrige Verlustquote könnte auf die in der isländischen Gesellschaft vorherrschende Blutfehde zurückzuführen sein, die bedeutete, dass besiegte Heere nicht bis auf den letzten Mann abgeschlachtet wurden.

## Religion
Der erste Bischof von Island war Ísleifur Gissurarson, der 1056 vom Althing gewählt wurde. Nach der Einsetzung seines Sohnes Gissur Ísleifsson als Bischof wuchsen die Macht und der Reichtum der Kirche durch die Einführung des Zehnten, der ersten in Island eingeführten Steuer, rasch an. Die Kirche wurde nach dem Althing zur zweiten einigenden Institution des Landes. In Anlehnung an ähnliche Muster aus der vorchristlichen Zeit konnten kirchliche Ländereien im Besitz von Häuptlingen sein, die dann einen Teil des Zehnten erhielten.

## Ende des Freistaats
Im frühen 13. Jahrhundert, dem Zeitalter der Sturlungen, begann der Freistaat unter Chaos und Spaltung infolge interner Streitigkeiten zu leiden. Ursprünglich funktionierten die goðar (Häuptlinge) eher als vertragliche Beziehung denn als festes geografisches Häuptlingsamt. Um 1220 wurde diese Form der gemeinsamen Führung jedoch durch dominante regionale Einzelpersonen ersetzt, die miteinander um die Kontrolle kämpften. Einige Historiker vertreten die Ansicht, dass das Chaos und die Gewalt in dieser Zeit auf ein Ungleichgewicht der Macht und auf Veränderungen in der isländischen Kriegsführung zurückzuführen sind. Während die Zahl der Häuptlinge zu Beginn des isländischen Freistaats mindestens 39 betrug, hatten im späten 12. Jahrhundert einige wenige mächtige Familien die Kontrolle über die meisten Hauptlingsämter übernommen.
Es gibt mehrere Faktoren, die zur Konsolidierung geführt haben könnten. Die Trennung von weltlicher und kirchlicher Macht führte dazu, dass einige Familien und regionale Netzwerke auf Kosten anderer stärker wurden, was zu einem Machtungleichgewicht führte. Die Einführung des Zehnten könnte den Reichtum der Häuptlinge, die die Kirchen kontrollierten, erhöht haben. Die Einführung von Feldschlachten und die Belästigung von Bauern auf regionaler Ebene erhöhten den Einsatz und die Gefahren, was einen Anreiz zur Konsolidierung gegeben haben könnte. Ein Bevölkerungsanstieg in Verbindung mit einer Ressourcenknappheit könnte die Abhängigkeit der Bürger von den Häuptlingen erhöht haben.
Der norwegische König begann, Druck auf seine isländischen Vasallen auszuüben, um das Land unter seine Herrschaft zu bringen. Er beauftragte isländische Häuptlinge, Teil seines Gefolges zu werden, um seine Interessen in Island zu verfolgen. Die starke Rolle des Königs in den Angelegenheiten Islands begann ab 1220 und hatte sich bis 1240 verstärkt (die Isländer begannen, die Wahl der Häuptlinge durch den König zu akzeptieren). Im Zeitraum von 1240 bis 1260 festigte der König seine Macht in Island. Eine Kombination aus Unzufriedenheit mit den Konflikten im eigenen Land und dem Druck des norwegischen Königs führte dazu, dass die isländischen Häuptlinge Haakon IV. als König anerkannten und 1262 den Gamli sáttmáli („Alter Pakt“) unterzeichneten, der Island an Norwegen band. Bis 1264 hatten alle isländischen Häuptlinge dem norwegischen König die Treue geschworen.

## Libertäre Bewertung des Freistaats
Als Gesellschaft ohne zentralstaatliche Autorität wurde der isländische Freistaat von zahlreichen Anhängern des Libertarismus rezipiert. Nach Ansicht des libertären Theoretikers David D. Friedman "weisen die mittelalterlichen isländischen Institutionen mehrere eigentümliche und interessante Merkmale auf; sie könnten fast von einem verrückten Ökonomen erfunden worden sein, um zu testen, wie weit Marktsysteme die Regierung in ihren grundlegendsten Funktionen verdrängen können." Obwohl er es nicht direkt als anarcho-kapitalistisch bezeichnet, argumentiert er, dass das Rechtssystem einem echten anarcho-kapitalistischen Rechtssystem nahe kam. Obwohl er feststellt, dass es ein einziges Rechtssystem gab, argumentiert Friedman, dass die Durchsetzung des Rechts vollständig privat und in hohem Maße kapitalistisch war, was einige Hinweise darauf liefert, wie eine solche Gesellschaft funktionieren würde. Selbst in den Fällen, in denen das isländische Rechtssystem ein im Wesentlichen "öffentliches" Vergehen anerkannte, wurde es so gehandhabt, dass eine private Person (in einigen Fällen durch das Los aus den Betroffenen ausgewählt) das Recht erhielt, den Fall zu verfolgen und die daraus resultierende Geldstrafe einzutreiben, wodurch es in ein im Wesentlichen privatisiertes System eingefügt wurde".

„Die Verwaltung des Rechtssystems, sofern es eine solche gab, lag in den Händen eines Parlaments, das aus etwa 40 Beamten bestand, die von Historikern, wenn auch unzureichend, als "Häuptlinge" bezeichnet wurden. Dieses Parlament verfügte über kein Budget und keine Angestellten; es trat nur zwei Wochen im Jahr zusammen. Zusätzlich zu ihrer parlamentarischen Funktion waren die Häuptlinge in ihren eigenen Bezirken befugt, Richter zu ernennen und den Frieden zu wahren; letzteres geschah im Wesentlichen auf Honorarbasis. Die Durchsetzung gerichtlicher Entscheidungen war weitgehend eine Angelegenheit der Selbsthilfe (daher der Ruf Islands als Land ständiger Privatfehden), aber diejenigen, die nicht die Macht hatten, ihre Rechte durchzusetzen, konnten ihre gerichtlich festgestellten Ansprüche gegen eine Entschädigung an jemand Mächtigeren, in der Regel einen Häuptling, verkaufen; daher konnten auch die Armen und Freundlosen nicht ungestraft schikaniert werden. Die Grundlage der Macht eines Häuptlings innerhalb der politischen Ordnung war die Macht, die er bereits außerhalb der politischen Ordnung, in der Zivilgesellschaft, besaß. Das Amt des Häuptlings war Privateigentum und konnte gekauft oder verkauft werden; daher waren Häuptlingsämter in der Regel mit Privatvermögen verbunden. Doch Reichtum allein reichte nicht aus. Wie der Wirtschaftshistoriker Birgir Solvason in seiner meisterhaften Studie über diese Zeit feststellt, war "der bloße Kauf des Häuptlingsamtes keine Garantie für Macht"; das Amt selbst war "fast wertlos", es sei denn, der Häuptling konnte "einige freie Bauern überzeugen, ihm zu folgen". Die Häuptlinge hatten keine Macht über territorial abgegrenzte Bezirke, sondern konkurrierten mit anderen Häuptlingen aus demselben geografischen Gebiet um Kunden.“

Laut einer Studie aus dem Jahre 2021 soll der Lebensstandard in Island nicht schlechter als in anderen Regionen Europas gewesen sein, trotz der Abwesenheit zentralstaatlicher Institutionen. David D. Friedman und Bruce L. Benson argumentierten, dass der isländische Freistaat trotz des Fehlens von Strafrechtssystemen, einer Exekutive oder einer Bürokratie erhebliche wirtschaftliche und soziale Fortschritte erzielt habe. Friedman kam in seiner Forschung zu folgendem einschränkenden Schluss.

„Es ist schwierig, aus den isländischen Erfahrungen Schlussfolgerungen über die Lebensfähigkeit privater Rechtssysteme im zwanzigsten Jahrhundert zu ziehen. Selbst wenn die isländischen Institutionen damals gut funktionierten, könnten sie in einer größeren und stärker voneinander abhängigen Gesellschaft nicht funktionieren. Und ob die isländischen Institutionen gut funktioniert haben, ist umstritten; die Sagen werden von vielen als Porträt einer im Wesentlichen gewalttätigen und ungerechten Gesellschaft wahrgenommen, die von ständigen Fehden geplagt ist. Es ist schwer zu sagen, ob solche Urteile richtig sind.“